# 몬티뇨소
몬티뇨소(이탈리아어: Montignoso)는 이탈리아 토스카나주 마사카라라도에 있는 코무네다. 피렌체에서 북서쪽으로 90km, 마사에서 남동쪽 9km 거리에 있다.